# Er ist wieder da
|  | Aquest article tracta sobre l'adaptació cinematogràfica. Si cerqueu la novel·la d'origen, vegeu «Ha tornat». |

Er ist wieder da (traducció literal: «És aquí de nou») és una pel·lícula de comèdia alemanya de 2015, dirigida per David Wnendt, basada en la novel·la satírica i best-seller Ha tornat sobre Adolf Hitler, escrita per Timur Vermes. La pel·lícula compta amb escenes sense guió d'Oliver Masucci, on Hitler interactua amb civils alemanys, a més d'altres, on segueix l'argument, en què sí que es treballa amb guió.

## Argument
Adolf Hitler es desperta en el Berlín del segle xxi, sense cap memòria del que ha passat des del 1945, interpretant la vida quotidiana del present des de perspectives nazis. La gent del carrer el veu com un actor de mètode o un comediant, aconseguint fer-se popular a la televisió, fet que aprofita per preparar el seu retorn a la política.

## Repartiment
- Oliver Masucci: Adolf Hitler
- Fabian Busch: Fabian Sawatzki
- Katja Riemann: Katja Bellini
- Christoph Maria Herbst: Christoph Sensenbrink
- Franziska Wulf: Franziska Krömeier
- Michael Kessler: Michael Witzigmann
- Lars Rudolph: Kioskbesitzer
- Thomas Thieme: Senderchef Kärrner
- Ramona Kunze-Libnow: Mutter Sawatzki
- Gudrun Ritter: Oma Krömeier
- Stephan Grossmann: Göttlicher
- Christoph Zrenner: Gerhard Lümmlich
- Christian Harting: Chefredakteur
- Maximilian Strestik: Ulf Birne (NPD)
- Col·laboracions: Klaas Heufer-Umlauf, Joko Winterscheidt, Frank Plasberg, Daniel Aminati, Jörg Thadeusz, Roberto Blanco, Micaela Schäfer, Dagi Bee, Freshtorge, Robert Hofmann, Joyce Ilg